# Греция на летних Олимпийских играх 1904
Греция на летних Олимпийских играх 1904 была представлена 14 спортсменами в трёх видах спорта. Страна заняла восьмое место в общекомандном зачёте.

## Медалисты

### Золото
| Золото |                  |                                        |
| №      | Спортсмены       | Вид спорта (дисциплина)                |
| 1      | Периклес Какусис | Тяжёлая атлетика (толчок двумя руками) |

### 

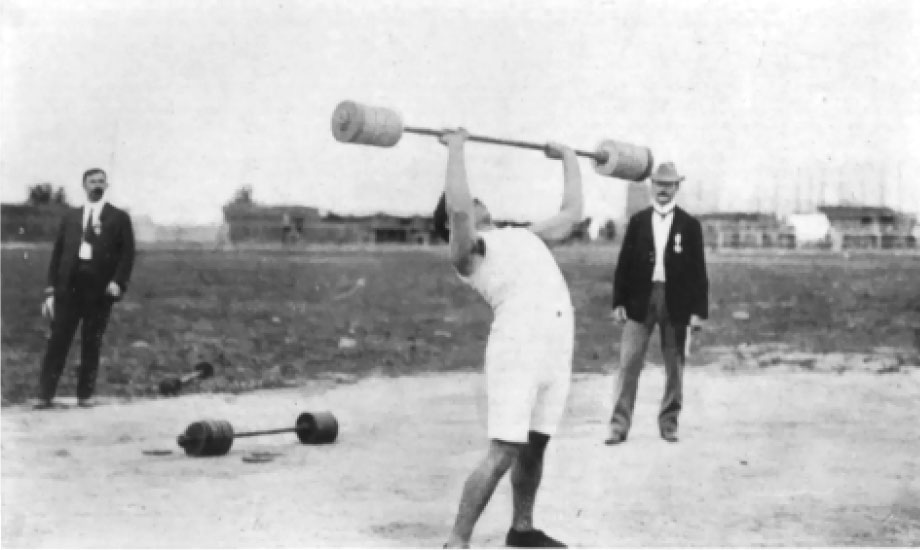
Периклес Какусис во время упражнений

### Бронза
| Бронза |                     |                                 |
| №      | Спортсмены          | Вид спорта (дисциплина)         |
| 1      | Николаос Георгантас | Лёгкая атлетика (метание диска) |

## Результаты соревнований

### Лёгкая атлетика
| Соревнование  | Спортсмен           | Финал      | Финал |
| Соревнование  | Спортсмен           | Результат  | Место |
| ------------- | ------------------- | ---------- | ----- |
| Марафон       | Димитриос Вилулис   | неизвестен | 5     |
| Марафон       | Христос Зехуритис   | неизвестен | 10    |
| Марафон       | Андрей Ойконому     | неизвестен | 14    |
| Марафон       | Георгиус Вамкаитис  | DNF        | —     |
| Марафон       | Харилаос Гианнакас  | DNF        | —     |
| Марафон       | Георгиус Дросос     | DNF        | —     |
| Марафон       | Иоаннис Лугкитсас   | DNF        | —     |
| Марафон       | Георгиус Луридас    | DNF        | —     |
| Марафон       | Петрос Пипилес      | DNF        | —     |
| Толкание ядра | Николаос Георгантас | DSQ        | —     |
| Метание диска | Николаос Георгантас | 37,68 м    | 3     |

### Перетягивание каната
| Соревнование | Спортсмены | Четвертьфинал     | Полуфинал | Финал     | Полуфинал за серебро | Финал за серебро |
| ------------ | --- | ----------------- | --------- | --------- | -------------------- | ---------------- |
| Мужчины      | Греция - Николаос Георгантас - Анастасиос Георгопулос - Димитриос Димитракопулос - Периклес Какусис - Василиос Металос | США 2 · проиграли | не прошли | не прошли | не прошли            | не прошли        |

### Тяжёлая атлетика
| Соревнование        | Спортсмены       | Финал     | Финал |
| Соревнование        | Спортсмены       | Результат | Место |
| ------------------- | ---------------- | --------- | ----- |
| Толчок двумя руками | Периклес Какусис | 111,70 кг | 1     |